# Давид Навара
Давид Навара (на чешки: David Navara) е чешки шахматист, гросмайстор от 2002 г.

## Шахматна кариера
Научава се да играе шахмат на шестгодишна възраст. През 1997 г. спечелва бронзов медал от световното за момчета до 12 години, а година по-късно сребърен медал при момчетата до 14 години.
През 2002 г. спечелва турнира в Поляница-Здруй. Същата година е награден с гросмайсторско звание от ФИДЕ.
Навара е трикратен шампион на Чехия, спечелвайки индивидуалните първенства през 2004, 2005 и 2010 г. При третото спечелване на титлата чехът завършва състезанието с резултат 8,5 точки от 9 възможни.
Има три участия в световната купа по шахмат. През 2005 г. е отстранен в първия кръг от Предраг Николич, а през 2007 г. отпада във втория кръг след загуба от Сергей Рублевски. През 2009 г. е отстранен в третия кръг от Сергей Карякин, след равенство в редовните партии и загуба в тайбрека.
През 2007 г. спечелва силния открит турнир „Ордикс Опен“ с резултат 9,5/11 т.
Навара участва ежегодно в поредицата турнири „ЧЕЗ Трофи“, в която играе индивидуални мачове по ускорен шахмат срещу известни шахматисти. Негови опоненти през годините са: Найджъл Шорт (2007, победа за Навара със 7:3), Владимир Крамник (2008, загуба с 5,5:2,5), Василий Иванчук (2009, загуба с 5,5:2,5) и Юдит Полгар (2010, загуба с 6:2)

## Участия на шахматни олимпиади
Навара участва на четири шахматни олимпиади. Изиграва общо 44 партии, постигайки в тях 23 победи и 12 ремита. Средната му успеваемост е 65,9 процента. През 2002 г. побеждава в четвъртия кръг българина Александър Делчев.
| Година | Организатор | Отбор | Класиране (отборно) | Дъска |
| 2002   | Блед        | Чехия | 18                  | Трета |
| 2004   | Калвия      | Чехия | 29                  | Първа |
| 2006   | Торино      | Чехия | 11                  | Първа |
| 2008   | Дрезден     | Чехия | 30                  | Първа |